# 高橋靖子 (スタイリスト)
高橋 靖子（たかはし やすこ、1941年 - ）は、スタイリスト。日本のスタイリストの草分け的存在。フリーランス。

## 人物・来歴
茨城県生まれ。早稲田大学を卒業後、コピーライターを志して原宿セントラルアパートにあった広告制作会社へ入社したが、1960年代半ばからフリーランスのスタイリストに転じた。曽祖母は日本に亡命した白系ロシア人。母方の祖父は、無声映画の活弁士だった村田嘉楽（からく）。
1971年、単身ロンドンに渡り、山本寛斎のファッションショーを成功させる。その後、ジギー・スターダスト期のデヴィッド・ボウイの衣装を担当。また、鋤田正義によるデヴィッド・ボウイ、T・レックスのフォトセッションをサポートした。
第19回読売「ヒューマン・ドキュメンタリー」大賞を受賞。受賞エッセイ「家族の回転扉」は「小さな小さなあなたを産んで」読売新聞社刊に掲載されている。

## 著書
- 『スタイリストになれる本―CMの現場は素敵に刺激的』大和出版〈女のやりがいブックス〉、1990年2月。ISBN 978-4804740126。
- 『表参道のヤッコさん』アスペクト、2006年2月。ISBN 978-4757212299。
- 『わたしに拍手!』幻冬舎、2007年3月。ISBN 978-4344013070。
- 『小さな食卓 おひとりさまのおいしい毎日』講談社、2008年1月。ISBN 978-4062144889。
- 『時をかけるヤッコさん』文藝春秋、2015年7月。ISBN 978-4163902906。